# 遥かなる八月の詩
遥かなる八月の詩は、1992年8月29日に放映された群馬テレビ・C.A.L制作のテレビドラマ。長嶋茂雄が特別出演している。

## あらすじ
前橋市の高校に赴任してきた野球音痴の教師が学校の都合で弱小野球部の監督を押し付けられ、名誉欲の強い市議の家に下宿することに。市議との飲みで酔ってしまい、思わず出た一言からミスタージャイアンツこと長嶋茂雄への野球部員指導の依頼をお願いされることに・・前橋を舞台に野球部員
との心の交流を描いた青春ドラマ。

## キャスト
- 大渡一郎太：香川照之

- 千里：渡辺美奈代

- ：武田久美子

- ：近藤絵麻
- ：田中優樹

- ：竹原世連
- ：山本正樹
- ：佐藤礼
- ：小林哲也
- ：西谷卓統

- ：城後光義
- ：三井善忠

- ：神山繁

- ：村上冬樹
- ：上野綾子

- ：奈良美由紀
- ：佐々木洋子
- ：星川揺

- ：螢雪次朗
- ：草見潤平

- ：上武大学の皆さん
- ：信越化学野球部の皆さん
- ：前橋市の皆さん

- ：前田吟

- ：長嶋茂雄（特別出演）

- ：仲村トオル （友情出演）

- ：小林桂樹 （友情出演）

## スタッフ
- 製作：谷村正（群馬テレビ）
- 企画：群馬テレビ、ターレス
- 原案脚本：尾中洋一
- プロデューサー：津久井修（群馬テレビ）、細谷啓三（大洋ネットワーク）、加藤教夫（C.A.L）、小野寺信司
- 製作担当：保岡寛（群馬テレビ）、 椎名孝、牧野敬二
- 企画協力：光筍舎
- TD：原正好（NST）
- 照明：大石弘一（日照）
- 録音：遠藤和生（サウンドライズ）
- カメラ：水間淳一（NST）
- 編集：岡田三知夫
- 記録：吉田純子
- VE：中村寿昌（NST）
- 装飾：小林和美（しみず工房）
- 小道具：小林豊（しみず工房）
- 衣裳：宮内明美（東京衣裳）
- 美粧：一戸久美子
- スタイリスト：進藤万里子（エスペシャリーマリコ）
- VTR編集・MA：日本VTR
- 選曲：小原孝司（ゴリラサウンド2）
- 効果：橋本正二（効果屋）
- 助監督：木戸田康秀
- 制作：草薙一男
- 制作主任：小野良
- 制作デスク：坂本洋子（C.A.L）
- 広報担当：木下勉 （群馬テレビ）
- 野球指導：神宮堂夫
- 技術協力：エヌエスティー
- 撮影：大洋ネットワーク
- 車輌：マエダオート
- 特機：グリップハウス
- タイトル：スリーアイ
- 映像協力：日本テレビ
- 映像協力：東京読売巨人軍
- 衣裳協力：パルミーネ神宮、前橋西武、BIGLIDUE
- 美術協力：asics、学生社、雄山閣、ダイヤ産業（株）、象印マホービン、クラウン製靴
- 協力：前橋市、T's レストラン、群馬県立前橋東高等学校、上武大学、（株）草利平、高崎弁当（株）、東武鉄道（株）、東武興業（株）、ささや観光ホテル、マーキュリーホテル、県野球連盟審査部、総社町山王自治会、総社町斉藤輪業、総社神社、リトル総社チーム、太田区立池上梅園、（株）前橋大気堂
- 監督：戒能章（ターレス）
- 制作：群馬テレビ、C.A.L